# Claudine Muno
Pour les articles homonymes, voir Muno (homonymie).

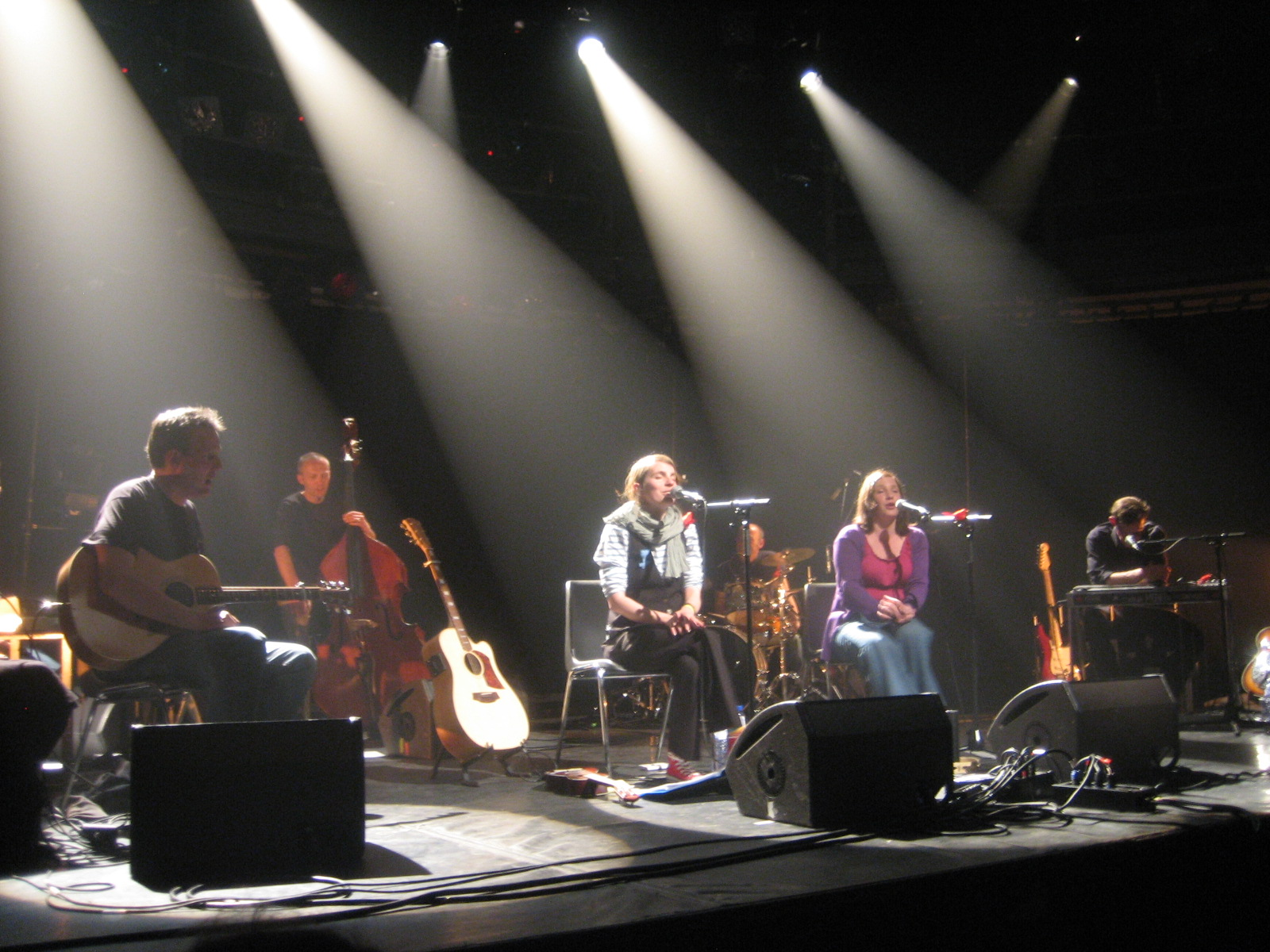
Claudine Muno

Claudine Muno est une écrivaine, professeure de musique, une musicienne, journaliste et chanteuse luxembourgeoise, née le 2 juillet 1979 à Luxembourg.

## Discographie
Solo
- 1998 : Fish out of Water. Maxi-CD. Op der Lay, Esch-Sauer.

Claudine Muno & the Luna Boots
- 2004 : faith + death + love
- 2006 : Monsters
- 2007 : Petites chansons méchantes
- 2010 : Noctambul
- 2011 : Carmagnoles (compilation)

Monophona
- 2012 : The Spy (album)
- 2015 : Black on Black (album)
- 2017 : Girls on Bikes, Boys Who Sing (album)
- 2020 : Elastic (I Do) (single)